# Alcaloïde pyrrolidinique
Les alcaloïdes pyrrolidiniques  sont une classe d'alcaloïdes caractérisés par un cycle de 5 carbones et un azote : la pyrrolidine.
Environ 80 alcaloïdes pyrrolidiniques ont été décrits. 
Dans le monde végétal, plusieurs voies de biosynthèse peuvent conduire à ces composés : le précurseur peut être la L-ornithine ou l'acide nicotinique (vitamine B3) . Ainsi la stachydrine que l'on trouve chez les Capparidaceae, les Asteraceae, les Lamiaceae etc. est synthétisée à partir de l'ornithine, via la proline. 
Ce sont des composés ayant une forte activité biologique. 
Les alcaloïdes pyrrolidiniques les plus communs sont l'hygrine, présente dans la feuille de coca (Erythroxylum coca et E. novogranatense), dans Withania somnifera une Solanaceae entrant dans la pharmacopée indienne et la grenade (Punica granatum), la cuscohygrine présente aussi dans la feuille de coca et chez les Solanaceae (Atropa belladonna, Datura). 

Pyrrolidine
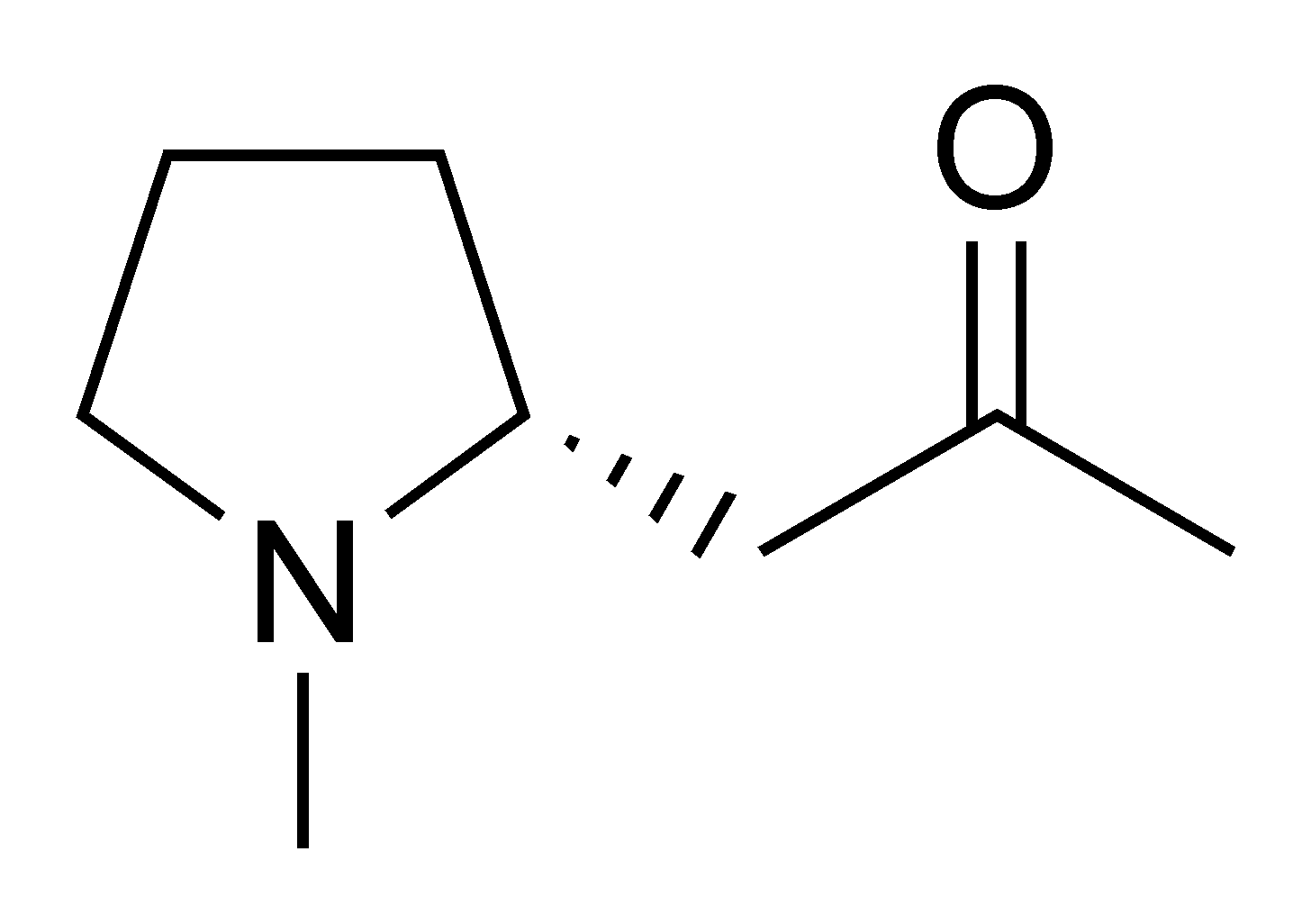
Hygrine
Cuscohygrine

Trois grandes familles de plantes sont riches en alcaloïdes pyrrolidiniques : les Solanaceae, les Convolvulaceae et les Erythroxylaceae. 
Chez les Solanacées, les plantes les plus connues sont la jusquiame (Hyoscyamus niger), la belladone (Atropa belladonna) et le datura (Datura stramonium).